# Liniec
Liniec – osada w Polsce położona w województwie zachodniopomorskim, w powiecie szczecineckim, w gminie Barwice.
Ok. 150 m na wschód od osady przepływa struga Lubiatówka.
W latach 1975–1998 miejscowość położona była w województwie koszalińskim.
Nazwę Liniec wprowadzono urzędowo w 1950 roku, zastępując poprzednią niemiecką nazwę Linz.

## Zabytki
- zespół dworski[4].